# Bilal Gülden
Bilal Gülden (* 1. Mai 1993 in Mannheim) ist ein deutsch-türkischer Fußballspieler.

## Karriere

### Verein
Bilal Gülden kam als Sohn türkischer Gastarbeiter in Mannheim zur Welt. Hier begann er in der Jugendmannschaft von SV Schwetzingen mit dem Fußballspielen. Hier wurde er 2009 für die türkische U-19 Nationalmannschaft nominiert und gehörte dann zu den regelmäßigen Jugendnationalspielern. Nach dieser Präsenz in den Nationalmannschaften wurden auch die Scouts der türkischen Erstligisten auf ihn aufmerksam und versuchten den jungen Spieler zu holen. So wechselte Gülden im Sommer 2009 in die Jugend von Ankaraspor.
Nach einer Saison verließ er den Verein und erhielt bei MKE Ankaragücü einen Profivertrag. Hier spielte er eine Spielzeit ausschließlich für die Reservemannschaft und machte lediglich am letzten Spieltag mit einem Ligaspieleinsatz sein Profi-Debüt. In der Saison 2011/12 etablierte er sich vollends im Profi-Kader. Bis zur Rückrunde spielte er regelmäßig und ab der Winterpause kam er nahezu immer als Stammspieler zum Einsatz, da Ankaragücü durch ausstehende Spielergehälter einen starken Schwund an Stammspielern zu verkraften hat. Zum Sommer 2013 wechselte er zum Erstligisten Kayserispor. Für die Rückrunde der Saison 2013/14 wurde Gülden an den Zweitligisten Adana Demirspor ausgeliehen. Im Sommer 2014 wurde sein Vertrag mit Kayserispor wieder aufgelöst. Zur Saison 2014/15 wechselte Gülden zum Zweitligisten Boluspor. Im September 2015 verließ er diesen Verein wieder. Nach fast einem Jahr ohne Verein ging es für ihn dann im August 2016 zum Drittligisten Eyüpspor. Ligaintern ging es für ihn dann vor Beginn der Saison 2018/19, weiter zum Samsunspor. Dort folgte dann sofort auch eine Leihe eine Liga tiefer zum Tokatspor. Im Sommer 2019 endete die Leihe dort dann wieder, zu einem weiteren Einsatz bei Samsunspor kam es aber nicht, da er nun zu Bayburt Idare wechselte.

### Nationalmannschaft
Gülden fing früh an für die türkischen Jugendnationalmannschaften zu spielen. Er durchlief ab der U-16, die U-17 und die U-19-Jugendmannschaften.